# Вільшанський цукровий завод
Вільшанський цукровий завод — підприємство харчової промисловості в селі Вербівка Звенигородського району Черкаської області України, що припинило своє існування.

## Історія
Цукровий завод у Городищенській волості Черкаського повіту Київської губернії Російської імперії був побудований 1848 року, у маєтку поміщиків Браницьких, на правому березі річки Вільшанка. За назвою річки він отримав найменування Вільшанський цукровий завод. Спочатку тут працювали кріпосні селяни Браницьких, але після скасування 1861 року кріпосного права почали наймати батраків з інших місць.
Після Жовтневої революції 1917 року в лютому 1918 року тут було встановлено Радянську владу, але вже у квітні 1918 року село і вся територія повіту були окуповані німецькими військами (які залишались тут до листопада 1918 року), а надалі перебували у зоні бойових дій громадянської війни. Після закінчення війни почалося відновлення підприємства (на початку почали працювати майстерні заводу, а після ремонту машин і організації посівів цукрових буряків, у жовтні 1925 року завод було запущено, і він почав виробництво цукру).
Під час індустріалізації 1930-х років завод реконструювали й оснастили новим обладнанням, до 1940 року його виробничі потужності збільшили вдвічі.
Під час Німецько-радянської війни з 28 липня 1941 до 5 лютого 1944 року село перебувало під німецькою окупацією. Почалося відновлення цукрового заводу і господарств, що забезпечували його сировиною.
Після закінчення війни завод було реконструйовано. За радянських часів завод був найбільшим підприємством села, на його балансі перебували житлові будинки, заводський клуб, одна з чотирьох бібліотек села та інші об'єкти соціальної інфраструктури, він надавав шефську допомогу сільській школі.
Після проголошення незалежності України колгосп, який забезпечував завод цукровими буряками, був розформований, що ускладнило становище підприємства.
У липні 1995 року Кабінет міністрів України затвердив рішення про приватизацію заводу, надалі державне підприємство було перетворено на відкрите акціонерне товариство.
У червні 2001 року арбітражний суд Черкаської області порушив справу про банкрутство заводу. 1 жовтня 2002 року його було визнано банкрутом і почалася процедура його ліквідації.